# Erythrolamprus viridis
Espèce
Synonymes
- Liophis viridis Günther, 1862
- Leimadophis viridis (Günther, 1862)
- Liophis typhlus var. prasina Jan, 1866

Statut de conservation UICN

 LC  : Préoccupation mineure

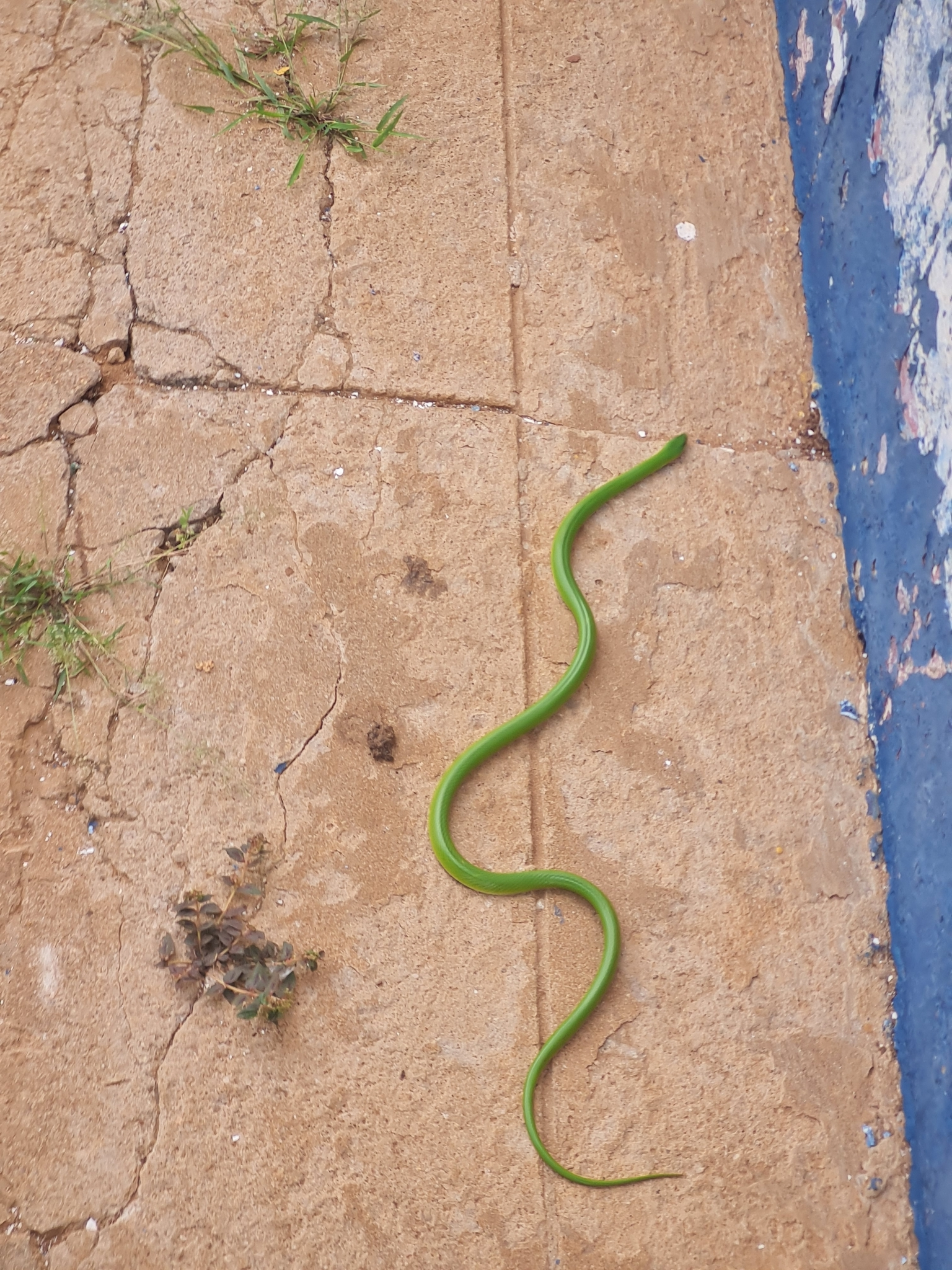
Erythrolamprus viridis prasinus

Erythrolamprus viridis  est une espèce de serpents de la famille des Dipsadidae.

## Répartition
Cette espèce se rencontre :
- au Brésil dans les États du Ceará, du Rio Grande do Norte, du Pernambouc, de Bahia et du Minas Gerais ;
- au Paraguay.

## Description
C'est un serpent ovipare.

## Liste des sous-espèces
Selon The Reptile Database (24 janvier 2014) :
- Erythrolamprus viridis prasinus (Jan, 1866)
- Erythrolamprus viridis viridis (Günther, 1862)

## Publications originales
- Günther, 1862 : On new species of snakes in the collection of the British Museum. Annals and Magazine of Natural History, sér. 3, vol. 9, p. 52-67 (texte intégral).
- Jan, 1866 : Iconographie générale des ophidiens. 18. Livraison. J.B. Bailière et Fils, Paris (texte intégral).